# ハゼ科
ハゼ科(学名：Gobiidae)　は、スズキ目ハゼ亜目(『Fishes of the world 5th edition』では独立のハゼ目 Gobiiformes)の下位分類群の一つ。極地を除く世界中の水域から200を超える属が知られ、ハゼ亜目最大の科ならびに、魚類の中でも最大の科の一つである。殆どの種が体長10 cm以下の小型種で、成長しても1 cmに満たない極小種も知られる。大型の種は30 cmを超える。食用となる種は少ないが、美麗な種は観賞用に飼育される。ハゼ類の系統関係について、分子データによる解析が進められている。

## 形態
体型はやや細長く、あまり側扁せず、体の前半は円筒形であることが多い。コバンハゼなどは側扁した短い体型で、ワラスボなどはウナギのような細長い体型である。体側に側線はない。背鰭はほとんどの種が2基であり、第1背鰭は基底が短く、棘条で構成される。ミミズハゼ類には背鰭や胸鰭を欠く種類がいる。左右の腹鰭が融合し、吸盤状になっているか、間に膜がある種類が多い。

## 分布と生息地
極地を除く世界中に分布し、淡水から深海まで幅広く生息している。多くは底魚で、巣穴を掘る種も多い。洞窟内に生息する目が退化した種もいる。サンゴ礁においてはハゼ科の魚が全体の個体数の35%を占め、種数においては20%を占めている。

## 分類
250を超える属が分類されるが、分類学的な混乱が生じているため、今後属の細分化や合併、新種の発見などによって分類は変更されていくと予想されている。未記載種も多数報告されている。かつてはオオメワラスボ科、クロユリハゼ科、スナハゼ科、シラスウオ科とされていたものはハゼ亜科に、ゴビオネルス亜科、ボウズハゼ亜科、ワラスボ亜科とされていたものはオクスデルクス亜科に含まれる。ハゼ科はハゼ亜科とオクスデルクス亜科の2亜科で構成されるが、Fishes of the world fifth edition では両亜科を独立した科としている。ただし、両亜科を認めず一つの科として分類する意見もあるため、今後も分類学的再検討が必要である。FishBase等ではより細分化した体系を使用しているため、本項においても記述する。

### ハゼ亜科 Gobiinae

#### 従来の別科
- 旧スナハゼ科 Kraemeriidae
  - ナミノコハゼ属 Gobitrichinotus
  - スナハゼ属 Kraemeria
- 旧オオメワラスボ科 Microdesmidae
  - Cerdale 属
  - Clarkichthys 属
  - オオメワラスボ属 Gunnellichthys
  - Microdesmus 属
  - Paragunnellichthys 属
- 旧クロユリハゼ科 Ptereleotridae
  - Aioliops 属
  - カグヤハゼ属 Navigobius
  - ハタタテハゼ属 Nemateleotris
  - タンザクハゼ属 Oxymetopon
  - サツキハゼ属 Parioglossus
  - クロユリハゼ属 Ptereleotris
  - Pterocerdale 属
  - Zagadkogobius 属
- 旧シラスウオ科 Schindleriidae
  - シラスウオ属 Schindleria

#### 従来のハゼ亜科
- Aboma 属
- キララハゼ属 Acentrogobius
- Afurcagobius 属
- Akko 属
- ダテハゼ属 Amblyeleotris
- サラサハゼ属 Amblygobius
- フタスジノボリハゼ属 Amoya
- Anatirostrum 属
- ホオカギハゼ属 Ancistrogobius
- Antilligobius 属
- Aphia 属
- Arcygobius 属
- Arenigobius 属
- Aruma 属
- ホシハゼ属 Asterropteryx
- Aulopareia 属
- ヨミノハゼ属 Austrolethops
- Babka 属
- Barbulifer 属
- ヒゲモジャハゼ属 Barbuligobius
- クモハゼ属 Bathygobius
- Benthophiloides 属
- Benthophilus 属
- Bollmannia 属
- ガラスハゼ属 Bryaninops
- Buenia 属
- ヨリメハゼ属 Cabillus
- Caffrogobius 属
- オキナワハゼ属 Callogobius
- Caspiosoma 属
- Chriolepis 属
- Chromogobius 属
- Corcyrogobius 属
- Coryogalops 属
- Coryphopterus 属
- トサカハゼ属 Cristatogobius
- Croilia 属
- ハスジマハゼ属 Cryptocentroides
- イトヒキハゼ属 Cryptocentrus
- Crystallogobius 属
- Cryptopsilotris 属
- シノビハゼ属 Ctenogobiops
- Deltentosteus 属
- Didogobius 属
- ホムラハゼ属 Discordipinna
- クマノコハゼ属 Dotsugobius
- クロコハゼ属 Drombus
- Ebomegobius 属
- モヨウシノビハゼ属 Echinogobius
- Economidichthys 属
- Egglestonichthys 属
- Ego 属
- Elacatinus 属
- Eleotrica 属
- Evermannia 属
- イソハゼ属 Eviota
- インコハゼ属 Exyrias
- ヒメハゼ属 Favonigobius
- コナユキハゼ属 Feia
- サンカクハゼ属 Fusigobius
- Gammogobius 属
- Ginsburgellus 属
- トゲナガハゼ属 Gladiogobius
- ウロハゼ属 Glossogobius
- コバンハゼ属 Gobiodon
- イサゴハゼ属 Gobiopsis
- Gobiosoma 属
- Gobius 属
- Gobiusculus 属
- Gobulus 属
- Gorogobius 属
- サザレハゼ属 Grallenia
- Gymneleotris 属
- ユカタハゼ属 Hazeus
- シロズキンハゼ属 Hetereleotris
- Heterogobius 属
- ニラミハゼ属 Heteroplopomus
- Hyrcanogobius 属
- クツワハゼ属 Istigobius
- ハダカハゼ属 Kelloggella
- Knipowitschia 属
- キンセンハゼ属 Koumansetta
- ユウナハゼ属 Larsonella
- Lebetus 属
- Lesueurigobius 属
- Lobulogobius 属
- Lophiogobius 属
- Lophogobius 属
- オドリハゼ属 Lotilia
- ミジンベニハゼ属 Lubricogobius
- ヤギハゼ属 Luposicya
- Lythrypnus 属
- マダラハゼ属 Macrodontogobius
- カスリハゼ属 Mahidolia
- ウチワハゼ属 Mangarinus
- Mauligobius 属
- Mesogobius 属
- Microgobius 属
- ミツボシガラスハゼ属 Minysicya
- ハゴロモハゼ属 Myersina
- Nematogobius 属
- Neogobius 属
- Nes 属
- Nesogobius 属
- チヒロハゼ属 Obliquogobius
- Odondebuenia 属
- Ophiogobius 属
- トンガリハゼ属 Oplopomops
- ケショウハゼ属 Oplopomus
- Opua 属
- Padogobius 属
- Palatogobius 属
- ヒメクモハゼ属 Palutrus
- ヒゲハゼ属 Parachaeturichthys
- ダルマハゼ属 Paragobiodon
- Paratrimma 属
- Pariah 属
- ギンポハゼ属 Parkraemeria
- Parrella 属
- Pascua 属
- マツリビハゼ属 Phoxacromion
- Phyllogobius 属
- ベタハゼ属 Platygobiopsis
- ウミショウブハゼ属 Pleurosicya
- Polyspondylogobius 属
- Pomatoschistus 属
- Ponticola 属
- Porogobius 属
- イレズミハゼ属 Priolepis
- Proterorhinus 属
- ヒトミハゼ属 Psammogobius
- Pseudaphya 属
- ハラマキハゼ属 Psilogobius
- Psilotris 属
- Pycnomma 属
- Rhinogobiops 属
- Risor 属
- Robinsichthys 属
- Signigobius 属
- シラヌイハゼ属 Silhouettea
- Speleogobius 属
- ネジリンボウ属 Stonogobiops
- アワセイソハゼ属 Sueviota
- Sufflogobius 属
- Thorogobius 属
- Tigrigobius 属
- オニハゼ属 Tomiyamichthys
- ベニハゼ属 Trimma
- シマイソハゼ属 Trimmatom
- モエギハゼ属 Tryssogobius
- クロイトハゼ属 Valenciennea
- ヤツシハゼ属 Vanderhorstia
- Vanneaugobius 属
- Varicus 属
- Vomerogobius 属
- Wheelerigobius 属
- Yoga 属
- ツムギハゼ属 Yongeichthys
- Zebrus 属
- Zosterisessor 属

### オクスデルクス亜科 Oxudercinae
独立のオクスデルクス科とする場合もある。

#### 旧ワラスボ亜科  Amblyopinae
- Amblyotrypauchen 属
- Biendongella 属
- Brachyamblyopus 属
- アサガラハゼ属 Caragobius
- Ctenotrypauchen 属
- Gymnoamblyopus 属
- Karsten 属
- ワラスボ属 Odontamblyopus
- アカウオ属 Paratrypauchen
- Pseudotrypauchen 属
- Sovvityazius 属
- チワラスボ属 Taenioides
- Trypauchen 属
- Trypauchenichthys 属
- ヒゲワラスボ属 Trypauchenopsis

#### 旧ゴビオネルス亜科 Gobionellinae
- マハゼ属 Acanthogobius
- アカハゼ属 Amblychaeturichthys
- シロクラハゼ属 Astrabe
- ミナミハゼ属 Awaous
- Brachygobius 属
- Caecogobius 属
- アゴハゼ属 Chaenogobius
- ヤキインハゼ属 Chaeturichthys
- Chlamydogobius 属
- セジロハゼ属 Clariger
- Clevelandia 属
- Ctenogobius 属
- Eucyclogobius 属
- カブキハゼ属 Eugnathogobius
- ヒモハゼ属 Eutaeniichthys
- Evorthodus 属
- Gillichthys 属
- オオモンハゼ属 Gnatholepis
- Gobioides 属
- Gobionellus 属
- Gobiopterus 属
- ウキゴリ属 Gymnogobius
- Hemigobius 属
- Ilypnus 属
- コマハゼ属 Inu
- Lepidogobius 属
- Lethops 属
- シロウオ属 Leucopsarion
- ミミズハゼ属 Luciogobius
- Mistichthys 属
- アベハゼ属 Mugilogobius
- ノボリハゼ属 Oligolepis
- サルハゼ属 Oxyurichthys
- シラスキバハゼ属 Paedogobius
- ゴマハゼ属 Pandaka
- Papuligobius 属
- Parawaous 属
- Pseudogobiopsis 属
- キヌバリ属 Pseudogobius
- Pseudorhinogobius 属
- スナゴハゼ属 Pterogobius
- Quietula 属
- ヒナハゼ属 Redigobius
- ヨシノボリ属 Rhinogobius
- サビハゼ属 Sagamia
- エソハゼ属 Schismatogobius
- ヌエハゼ属 Siphonogobius
- タネカワハゼ属 Stenogobius
- Stigmatogobius 属
- ヤミハゼ属 Suruga
- Synechogobius 属
- Tamanka 属
- チチブ属 Tridentiger
- Typhlogobius 属

#### 従来のオクスデルクス亜科
- Apocryptes 属
- タビラクチ属 Apocryptodon
- ムツゴロウ属 Boleophthalmus
- Oxuderces 属
- Parapocryptes 属
- Periophthalmodon 属
- トビハゼ属 Periophthalmus
- ホコハゼ属 Pseudapocryptes
- トカゲハゼ属 Scartelaos
- Zappa 属

#### 旧ボウズハゼ亜科 Sicydiinae
- アキヒト属 Akihito
- Cotylopus 属
- ヨロイボウズハゼ属 Lentipes
- Parasicydium 属
- Sicydium 属
- ボウズハゼ属 Sicyopterus
- アカボウズハゼ属 Sicyopus
- カエルハゼ属 Smilosicyopus
- ナンヨウボウズハゼ属 Stiphodon

## 生態

### 食性
ゴカイやエビなどの小型無脊椎動物や小魚を捕食する肉食の種が多いが、藻類も合わせて捕食する雑食性の種、サンゴのポリプを捕食する種、プランクトンを捕食する種など様々である。また他の魚の皮膚の寄生虫を捕食する掃除魚もいる。

### 繁殖と成長
卵は沈性付着卵で、石の下や巣穴の中、海藻やサンゴに産み付けられる。5個から数千個の卵を産む。受精後、雄は捕食者から卵を守り、酸素を供給する。雌は巣穴を維持する。卵は数日後に孵化し、仔魚は透明な状態で生まれ、適切な生息地に着底する。淡水種の多くは孵化後汽水域や海まで降り、数週間から数ヶ月後に川に戻る。
暖かい水域のハゼ類は数ヶ月で成魚になるが、冷涼な環境のハゼ類は2年で成魚になる。寿命は1年から10年で、一般的に暖かい海域に生息する種の方が寿命が長い。

## 行動

### 巣穴
多くの種は巣穴を掘り、雌雄のペアで生活する。巣穴は避難所や産卵場所として使用される。口を使って海底を掘り、サンゴの破片、瓦礫、藻類を取り除き、巣穴を作る。定期的に巣穴内の砂を飛ばし、巣穴を維持する。さらに、サンゴの破片を利用して巣穴の入り口を塞ぐ。1匹のハゼが1分間に最大9個のサンゴの破片を運ぶ。巣穴に産卵すると、その入り口に高さ6 - 13 cm の塚を作る。塚によって水流が生まれ、卵に酸素が供給されやすくなる。巣穴の構築は雌雄が協力して行うが、巣穴の維持は雄が行うことが多い。雌は産卵に使う栄養を補給するため、摂食を行い続ける。産卵後は役割が変化し、雌は主に巣穴を維持し、雄は卵に酸素を供給する。雌が巣穴から離れてしまうと、塚の高さは低くなる。その後雄は卵を食べ、将来の交尾の機会に備える。巣穴は種によって大きさが異なる。

### 雄の繁殖戦略
雌は体の大きな雄を好むため、小さな雄はつがいを狙う。つがいの産卵場の近くで待ち、つがいの雌が卵を放出するとすぐに、産卵場に精子を放出する。小さな雄の精子はいくつかの卵を受精させるが、つがいの雄はそれによって受精した卵と自分の精子によって受精した卵を区別できないため、世話をするしかない。これにより、小さな雄も子孫を残すことが出来る。この戦略には利点が大きく、まず小さな雄は自分の縄張りを必要とせず、他の雄のように縄張りを守るためにエネルギーを費やす必要が無い。雌は縄張りを持った雄を好むため、ほとんどの雄は縄張りを維持しようとするが、この戦略をとる雄は雌に好まれる必要が無いため、縄張りを持つ必要は無いのである。さらに、卵の世話はつがいの雄が行うため、小さな雄は卵の世話をする必要が無く、そのエネルギーで他の雌を探しに行くことが出来る。しかし、つがいの雄は大きく力も強いため、小さな雄が攻撃されると、最悪の場合死に至る。だが小さな雄は大抵雌と似ているため、攻撃されることは稀である。

### 性転換
Rhinogobiops 属や Lythrypnus dalli など、性転換をする種がいくつか知られる。外生殖器に雌雄で大きな違いが無いため、性転換は比較的容易であり、数日から数週間で行われる。殆どの種は雄性先熟であり、群れに雄が居なくなると、優位な雌が雄に変わる。雌性先熟は小さな雄が行うことが多く、雌は一般に大型の雄を好むため、小型の雄は雌に変化した方が繁殖できる確率が上がる。性転換能力が発達した種もいる。コバンハゼ属などは双方向に性転換を行う能力があり、雄から雌に性転換した後、また雄に変化することが出来る。

### 性決定
シュオビコバンハゼの性別は、初めに出会う相手によって決まる。住処であるサンゴには既につがいが存在していることが大半のため、若い個体はつがいの一方が死亡した個体に出会うと、その個体の性別に応じて性別が決定する。雌と出会うと雄になり、その逆も存在する。これは社会的影響による性決定と呼ばれる。

### 記憶
一部のハゼ類は地形を記憶しており、それを利用して移動する。クモハゼ属の一種 (Bathygobius soporator) は潮間帯に生息しており、満潮時に泳いで地形を把握して、干潮時にはその記憶を基に、タイドプールからタイドプールへ飛び跳ねて移動する。新しい環境に移動すると、飛び跳ねる事は無くなる。しかし一晩経つと、正確にタイドプールを飛び跳ねる。

### 生息地の選択
ある研究で、ハゼに2つの環境を用意した。餌が少ないが安全な場所と、餌が多いが危険な場所である。結果的に、満腹であっても空腹であっても、餌が多い場所を選択した。

### 共生

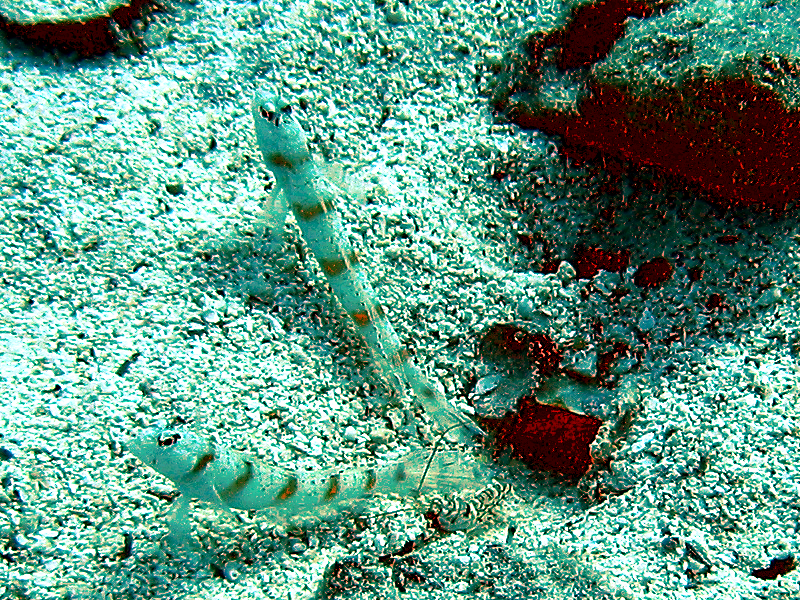
エビと共生している

いくつかの種はテッポウエビなど、他の生物と共生する。エビは視力が劣っているため、危険が近づくとハゼが伝える。ハゼはエビにより安全な環境を得る。Elacatinus 属は掃除魚であり、大型魚の皮膚、ヒレ、口、えらから寄生虫を除去する。ハタやフエダイなど、通常であれば小魚を捕食する肉食魚であっても、掃除魚は捕食しない。イソハゼ属などは、サンゴの間に棲んでいる。

## 人との関わり
ロシアやウクライナではアゾフ海、黒海北西部、カスピ海で漁獲され、重要な食材となっている。日本ではマハゼなどが食用になる。また海産の美麗な種は、観賞用としてアクアリウムで飼育される。